# Oecetis reticulata
Oecetis reticulata là một loài Trichoptera trong họ Leptoceridae. Chúng phân bố ở miền Australasia.